# 後藤光蔵
後藤 光蔵（ごとう みつぞう、1896年（明治29年）1月4日 - 1986年（昭和61年）12月12日）は、日本の陸軍軍人。最終階級は陸軍中将。

## 経歴
大分県出身。後藤友六の二男として生れる。
熊本陸軍地方幼年学校、中央幼年学校を経て、1917年（大正6年）5月、陸軍士官学校（29期）を卒業。同年12月25日、歩兵少尉に任官し歩兵第1聯隊附となる。
1921年（大正10年）4月1日に任歩兵中尉。
1926年（大正15年）8月6日に任歩兵大尉。同年12月、陸軍大学校（38期）を首席で卒業し、歩兵第1連隊中隊長に補職された。
その後、参謀本部付勤務、参謀本部員、陸軍省軍務局（ドイツ駐在）、1931年（昭和6年）8月1日に任歩兵少佐。
1932年（昭和7年）7月にドイツ大使館付武官補佐官、1933年（昭和8年）11月に歩兵第3聯隊大隊長、1934年（昭和9年）12月から1938年（昭和13年）7月まで侍従武官を務めた。
1938年（昭和13年）7月、歩兵大佐に昇進し第1軍参謀に就任、日中戦争に出征。
1939年（昭和14年）8月1日に歩兵第1聯隊長、教育総監部第1課長などを経て、1941年（昭和16年）10月、陸軍少将に進級し教育総監部総務部長に就任。
1944年（昭和19年）4月、第2方面軍参謀副長に就任し、防衛総司令部総参謀副長となり、1945年（昭和20年）3月、陸軍中将に進んだ。同年4月、第1総軍参謀副長となった。宮城事件により殺害された森赳中将の後任として近衛第1師団長に就任し終戦処理を実行した。
近衛第1師団の復員を指揮した後、1945年9月に初代禁衛府長官に就任し、1946年（昭和21年）1月まで在任した。
1947年（昭和22年）11月28日、公職追放仮指定を受けた。